# Microprofessor II

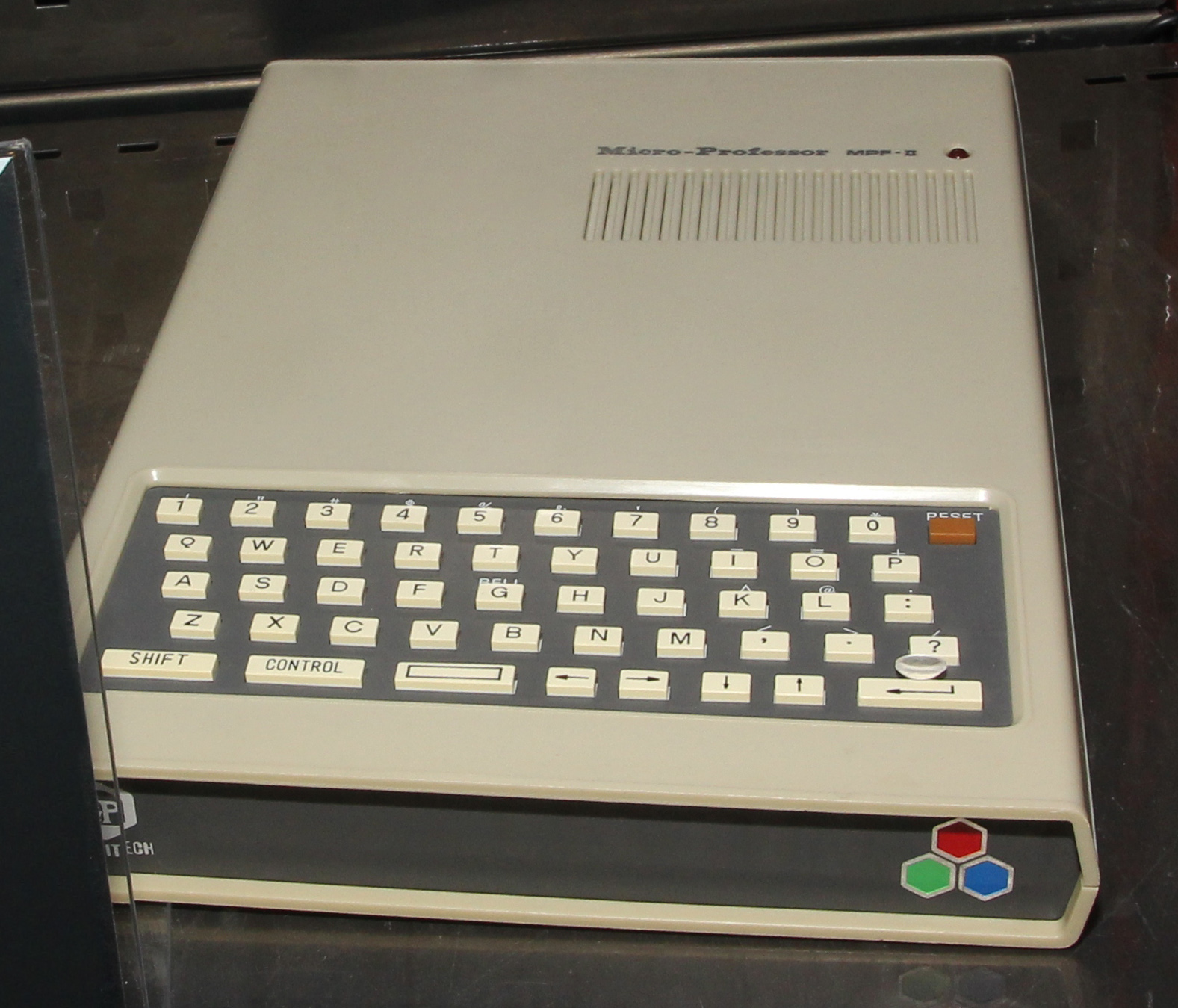
Microprofessor II al museo dei computer e console di Helsinki

Il Microprofessor II, MPF-II o MPF II è un personal computer prodotto dalla Multitech nel 1982. È parzialmente compatibile con l'Apple II, nonostante l'hardware sia diverso, perché utilizza un interprete BASIC di sistema quasi uguale all'Applesoft, ma la mappa della memoria è diversa. L'unità centrale è di dimensioni piuttosto ridotte, con tastierina integrata a 49 tasti e altoparlante interno, mentre tutte le altre periferiche vanno collegate esternamente, inclusa un'eventuale tastiera di dimensioni normali. La memoria RAM nella versione base è di 64 kB.
È stato progettato principalmente per scopi educativi e didattici, offrendo agli studenti e agli appassionati l'opportunità di imparare la programmazione e l'elettronica. Era spesso utilizzato per insegnare i fondamenti dell'informatica e dell'assemblaggio di computer.
Sebbene preceduto dal Microprofessor I, non è derivato da questo.
Fu seguito dal Microprofessor III, anch'esso studiato per la compatibilità con l'Apple II.